# 1986 في أفغانستان
فيما يلي قوائم الأحداث التي وقعت خلال عام 1986 في أفغانستان.

## سياسة

### انتهاء فترة المنصب
- 24 نوفمبر – بابراك كرمال Chairman of the Revolutionary Council of Afghanistan ‏.

## مواليد

### يونيو
- 8 يونيو – عبد المعروف غولستاني لاعب كرة قدم أفغاني.

### أغسطس
- 22 أغسطس – مسيح سايجاني لاعب كرة قدم ألماني.

## وفيات

### نوفمبر
- 12 نوفمبر – فياض أحمد (مواليد 1946) سياسي أفغانستاني.